# Greatest Hits (album des Jackson 5)
Pour les articles homonymes, voir Greatest Hits.
Albums de The Jackson 5
Anthology
(1976)
Singles
Greatest Hits est la première compilation des Jackson 5. Elle est sortie en 1971 et inclut un titre inédit sorti en single, Sugar Daddy. Cette compilation s'est vendu à 5,6 millions d'exemplaires.

## Liste des pistes
| 1.    | I Want You Back       |  |  |
| 2.    | ABC                   |  |  |
| 3.    | Never Can Say Goodbye |  |  |
| 4.    | Sugar Daddy           |  |  |
| 5.    | I'll Be There         |  |  |
| 6.    | Maybe Tomorrow        |  |  |
| 7.    | The Love You Save     |  |  |
| 8.    | Who's Lovin' You      |  |  |
| 9.    | Mama's Pearl          |  |  |
| 10.   | Goin' Back to Indiana |  |  |
| 11.   | I Found That Girl     |  |  |
| 36:55 |                       |  |  |